# مهبد (فرمانده)
مهبد یکی از فرماندهان نظامی ایرانی در زمان حکومت شاهنشاه خسرو پرویز ساسانی (حک. ۵۹۰–۶۲۸) بود. او در سرکوب شورش بهرام چوبین نقش داشت.